# Solituderennen 1964
Solituderennen 1964 je bila šesta neprvenstvena dirka Formule 1 v sezoni 1964. Odvijala se je 19. julija 1964 na dirkališču Solitudering in je zadnja dirka Solituderennen.

## Dirka
| Poz | Dirkač                  | Moštvo                      | Konstruktor        | Čas/Odstop | Št. mesto |
| --- | ----------------------- | --------------------------- | ------------------ | ---------- | --------- |
| 1   | Jim Clark               | Team Lotus                  | Lotus-Climax       | 1.33:02.2  | 1         |
| 2   | John Surtees            | SEFAC Ferrari               | Ferrari            | + 10.4 s   | 2         |
| 3   | Bob Anderson            | DW Racing Enterprises       | Brabham-Climax     | 19 laps    | 7         |
| 4   | Peter Revson            | Revson Racing (America)     | Lotus-BRM          | 19 krogov  | 15        |
| 5   | Jo Bonnier              | Rob Walker Racing Team      | Brabham-BRM        | 19 krogov  | 13        |
| 6   | Trevor Taylor           | British Racing Partnership  | Lotus-BRM          | 18 krogov  | 9         |
| 7   | Jo Siffert              | Siffert Racing Team         | Brabham-BRM        | 18 krogov  | 10        |
| 8   | Carel Godin de Beaufort | Ecurie Maarsbergen          | Porsche            | 18 krogov  | 16        |
| 9   | Mike Hailwood           | Reg Parnell (Racing)        | Lotus-BRM          | 16 krogov  | 5         |
| 10  | Ernst Maring            | Kurt Kuhnke                 | BKL Lotus-Borgward | 16 krogov  | 18        |
| Ods | Mike Spence             | Team Lotus                  | Lotus-Climax       | Trčenje    | 6         |
| Ods | Innes Ireland           | British Racing Partnership  | BRP-BRM            | Trčenje    | 11        |
| Ods | Graham Hill             | Owen Racing Organisation    | BRM                | Trčenje    | 3         |
| Ods | Joachim Diel            | Kurt Kuhnke                 | BKL Lotus-Borgward | Trčenje    | 17        |
| Ods | Gerhard Mitter          | Team Lotus                  | Lotus-Climax       | Trčenje    | 14        |
| Ods | Chris Amon              | Reg Parnell (Racing)        | Lotus-BRM          | Trčenje    | 12        |
| Ods | Jack Brabham            | Brabham Racing Organisation | Brabham-Climax     | Trčenje    | 8         |
| Ods | Lorenzo Bandini         | SEFAC Ferrari               | Ferrari            | Trčenje    | 4         |
| WD  | Dan Gurney              | Brabham Racing Organisation | Brabham-Climax     |            | -         |
| WD  | Richard Attwood         | Owen Racing Organisation    | BRM                |            | -         |